# Tirona
Se llama tirona una red de pesca usada en el Mediterráneo que por su construcción, es casi lo mismo que la que llaman tela con la diferencia de que tiene la malla más grande. 
Como para pesca sedentaria de fondo, se deja calada por espacio de un día o dos, los peces como la merluza y otros de su especie se cogen enmallados en estas redes, que para expresarlas, los pescadores usan siempre del plural Tironas.
Suelen echarse también en el Ebro para la pesca del sollo en que se logran buenos lances. Así mismo, las calan en la costa para coger merluza pero cometen el abuso de golpear o apedrear las aguas, en cuyo caso las denominan en su idioma provincial tironas de batre que equivale a redes de dar golpes. 